# Banda Musical de Amarante
A Banda Musical de Amarante é uma banda filarmónica sedeada na cidade de Amarante. 

## História
A Filarmónica Amarantina saiu pela primeira vez à rua na madrugada do dia 1 de Dezembro de 1854. O grupo inicial de músicos interpretava o tema "Hino da Restauração", alusivo à celebração da Restauração da Independência de Portugal. Por não ser dia feriado na altura, os músicos saíam de madrugada bem cedo para tocar, levando, por vezes, a que as suas barbas gelassem com o frio e ficassem com aspecto branco, sendo que os músicos da Banda passaram também a ser designados de "Homens de Barba Branca".
Já no século XX, mais precisamente em 1931, a Banda passou a fazer parte de uma outra instituição da cidade, os Bombeiros Voluntários, passando a ser designada por "Banda dos B.V.A."
O carácter bairrista da instituição humanitária concedeu também à banda a sua identidade que possui hoje, igualmente bairrista. Esta ligação só terminaria a 10 de Janeiro de 1983, por despacho ministerial, ganhando a Banda a designação que tem hoje - Banda Musical de Amarante.
Nos anos 80 surge na direcção o Pe. Pacheco, que marcou um longo ciclo na história da Banda. O bom nome da instituição ganha mais projecção, com as inúmeras festas e serviços onde se deslocou pelo país, e não só. Em 1987 recebe a taça da Câmara Municipal de Villefranche-De-Rouergue, em França, pela participação no festival de Bandas daquela Cidade.
No início do século XXI, os músicos começaram a sentir-se desmotivados, alegando que a Banda não seguia a forte evolução filarmónica que se vinha a desenrolar desde os anos 90. Não chegando a um entendimento com a direcção, apresentam a sua demissão. Face a isto, a Banda fecha portas de Outubro a Dezembro de 2007.
Em Fevereiro de 2008 toma posse uma nova direcção que, com o apoio do maestro da Banda de Famalicão, Fernando Marinho, conseguem recuperar grande parte desses músicos, reabrindo a actividade. Fernando Marinho toma lugar como director artístico e Armando Teixeira fica com o cargo de maestro, formando uma equipa que voltou a impulsionar a Banda para um caminho melhor.
A Banda Musical de Amarante foca-se, hoje, na formação das suas camadas jovens, ao contratar professores conceituados para as suas aulas de música e ao investir na formação dos seus alunos no Centro Cultural de Amarante. Realiza festas por todo o concelho e região norte do país, provida de 40 elementos. O projecto mais ambicioso é, sem dúvida, a realização de um Estágio de Verão e Curso de Aperfeiçoamento de Sopros e Percussão que, desde 2008, reúne em Amarante quase uma centena de músicos, realizando três concertos e convivendo em aulas e ensaios.
Em 2011 alarga-se a realização de projectos pedagógicos, com o I Curso de Direcção de Banda.

## Prémios e honrarias
- 1995 — Medalha de Honra do Município de Amarante.[2]
- 2012 — a Banda participou, pela primeira vez, num concurso internacional, o Concurso do Ateneu Artístico Vilafranquense, onde conquistou o 1º. prémio[2] de interpretação sinfónica e o prémio "Tauromaquia" no 3º. escalão.

## Formação
| Instrumento       | Músico                          |
| ----------------- | ------------------------------- |
| Flauta/Flautim    | Liliana Marinho                 |
| Flauta            | Gil                             |
| Flauta            | Ana Marinho*                    |
| Flauta            | Carla Alves                     |
| Oboé              | Delfim Carvalho                 |
| Clarinete         | Carlos André Silva              |
| Clarinete         | Carlos Ribeiro da Silva         |
| Clarinete         | Rui Pedro*                      |
| Clarinete         | Beatriz Monteiro                |
| Clarinete         | Marta Marinho                   |
| Clarinete         | Maria Inês Pereira              |
| Clarinete         | Ana Cardoso                     |
| Clarinete         | Margarida Castanheira           |
| Clarinete         | José Pedro Ribeiro              |
| Clarinete         | Hugo Mendes Pinto               |
| Clarinete         | José Miguel Cunha               |
| Clarinete         | Marta Ferreira                  |
| Saxofone-Alto     | Artur Senhor                    |
| Saxofone-Alto     | Ana Cristina Castro             |
| Saxofone-Alto     | Alexandre Morais                |
| Saxofone-Alto     | Bernardo Cardoso                |
| Saxofone-Alto     | João Paulo Silva*               |
| Saxofone-Tenor    | Daniel silva                    |
| Saxofone-Tenor    | Miguel Gonçalves*               |
| Saxofone-Tenor    | José Albano Leite               |
| Saxofone-Barítono | Agostinho Ribeiro               |
| Fagote            | Rita Gaspar e Beatriz Fernandes |
| Trompete          | João Pedro Cerqueira            |
| Trompete          | Manuel Oliveira                 |
| Trompete          | Agostinho Teixeira*             |
| Trompete          | Tiago Peixoto*                  |
| Trompa            | Mário Mesquita                  |
| Trompa            | João Castanheira                |
| Trombone          | Luís Ferreira *                 |
| Trombone          | Vicente Cardoso                 |
| Trombone          | José Pedro Teixeira             |
| Trombone          | Carlos Silva                    |
| Eufónio           | Cristiano Carvalho              |
| Eufónio           | Beatriz Ferreira                |
| Tuba              | Carlos Sousa                    |
| Tuba              | Carlos Soares                   |
| Tuba              | Rui Monteiro                    |
| Percussão         | Hélder                          |
| Percussão         | Alberto Flores                  |
| Percussão         | Óscar Monteiro                  |
| Maestro           | Espanha Hugo Folgar             |